# Edmund Joensen
Edmund Esbern Johannes Joensen (Oyri, Eysturoy 19 de setembre de 1944) és un empresari i polític feroès afiliat al Partit Unionista. Va ser primer ministre de les Illes Fèroe entre 1994 i 1998.
Va ser elegit diputat al Løgting per primer cop el 1988. Va ser Primer Ministre de 1994 a 1998, portaveu del parlament feroès de 2002 a 2008 i membre del Folketing danès de 1994 a 1998, i un altre cop de 2007 a 2015. El 2015, va tornar a ser diputat al Løgting.

## Carrera política
Va començar la seva carrera política com a regidor del municipi de Sunda entre 1970 i 1980. Va ser elegit membre del Løgting per primera vegada el 1988 com a representant d'Eysturoy pel Partit Unionista. Va ser el líder parlamentari del seu partit de 1990 a 1994, el qual va presidir durant 11 anys, entre 1990 i 2001. A les eleccions parlamentàries del juliol del 1994, el Partit Unionista va guanyar les eleccions amb el 23.4 % del sufragi i Joensen va iniciar el seu primer mandat com a primer ministre. Joensen va encapçalar una coalició amb el Partit de la Igualtat, el Partit de l'Autogovern i la Unió dels Treballadors. Al principi es buscava una aliança amb el Partit del Poble i els partits de centre, però les negociacions es van enfonsar amb el possible ingrés de les Illes Fèroe a la Unió Europea.
Sent primer ministre de les Illes Fèroe, Joensen va ser també membre del Folketing (parlament danès), on era representat pel seu suplent. Joenssen va ser el cap d'un govern que va haver de prendre enèrgiques mesures econòmiques per afrontar la crisi financera feroesa de 1989-1995. El dèficit pressupostari de 1994 va ser estimat en 250 milions de corones, i el govern va decidir que no hauria de superar els 300 milions per a 1995. Malgrat el govern de Joensen va intentar alleujar la càrrega fiscal per millorar l'economia de la gent, va considerar finalment que no seria possible. La col·laboració amb el Partit de la Igualtat va acabar el juny de 1996, quan el Partit del Poble va substituir als socialdemòcrates en la coalició del segon govern de Joensen.
El 1998 va perdre el seu escó al Folketing, i poc temps després va convocar sobtadament eleccions parlamentàries, cosa que va aixecar gran atenció i confusió a les Fèroe. A les eleccions de 1998, el Partit Unionista i els seus aliats van patir un revés i Joensen va deixar el lloc de primer ministre per tornar a ocupar el càrrec de líder parlamentari del seu partit al Løgting.
De 2002 a 2008 Joensen va ser president del Løgting. El 2007 va ser de nou membre del Folketing, on es va aliar al partit Venstre, assegurant la majoria per al primer ministre Anders Fogh Rasmussen. No obstant això, Joensen va declarar que s'abstindria a l'hora de votar afers de política interna de Dinamarca.

## Reconeixements
Va ser nomenat cavaller de l'Ordre de Dannebrog el 1995, i cavaller de primera classe el 1997. El 20 de juny de 2005 va ser nomenat comandant de la mateixa ordre.